# 코서러트
코서러트(암하라어: ኮሰረት, 학명: Lippia abyssinica 리피아 아비시니카[*])는 마편초과의 여러해살이풀이다.

## 분포
에티오피아 등 아프리카의 뿔 지역부터 동아프리카를 거쳐 앙골라에 이르는 지역에까지 분포한다.

## 사진 갤러리

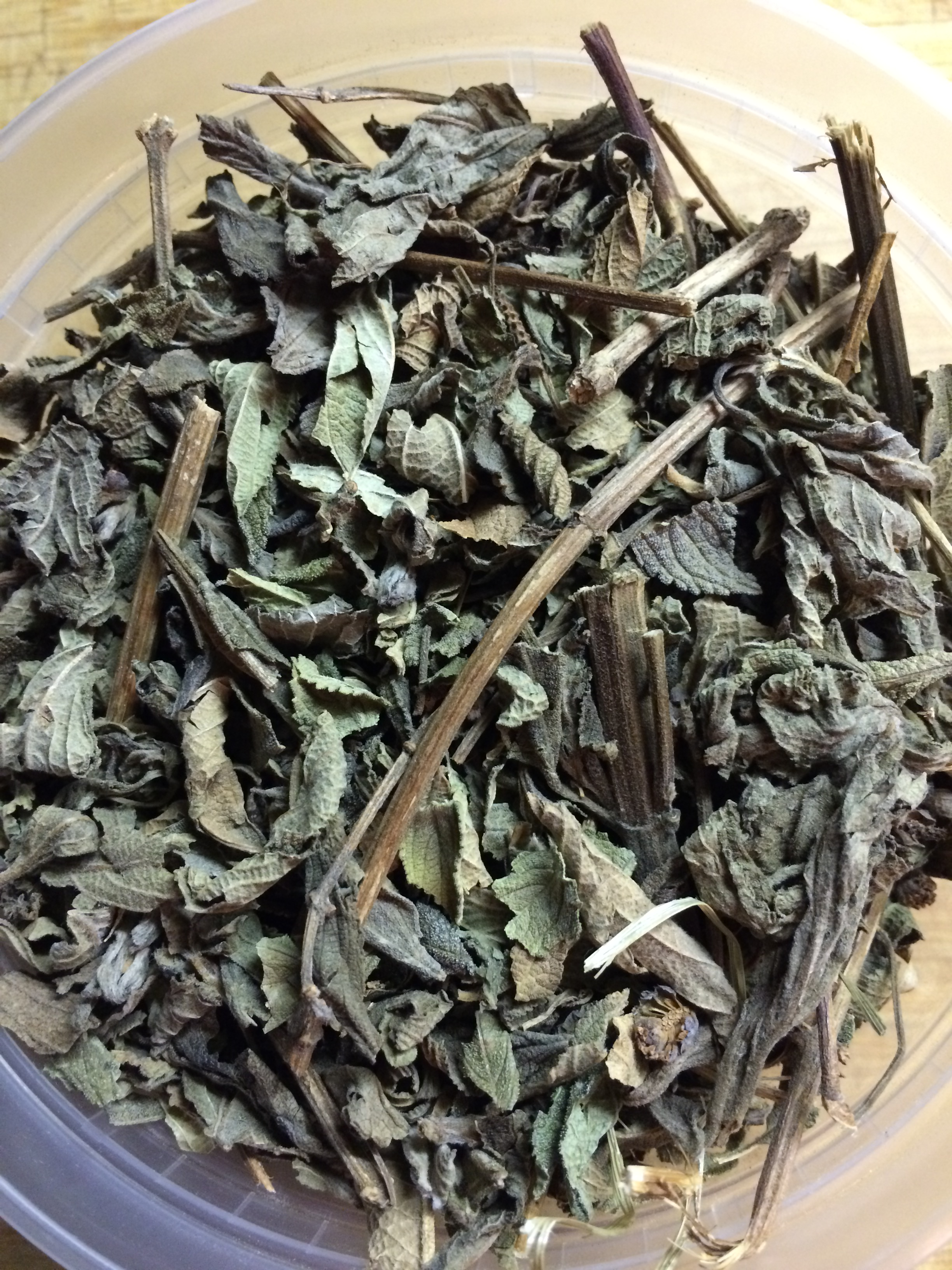
말린 잎